# Ardisia junghuhniana
Ardisia junghuhniana är en viveväxtart som beskrevs av Friedrich Anton Wilhelm Miquel. Ardisia junghuhniana ingår i släktet Ardisia och familjen viveväxter. Inga underarter finns listade i Catalogue of Life.